# Wurzeldruck

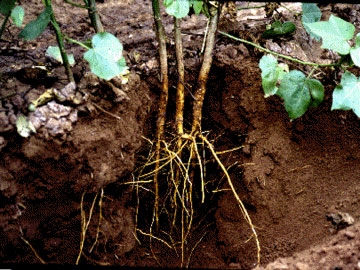
Wurzel einer Baumwollpflanze

Als Wurzeldruck bezeichnet man den Druck, der sich durch Osmose im Wurzelgewebe von Pflanzen aufbaut. Zusammen mit dem Transpirationssog, der durch die Verdunstung an den Blättern entsteht, wird dadurch der Wassertransport in der Pflanze hergestellt.

## Ursache
Die Transferzellen des Xylemparenchyms, das sind Zellen im Holzteil, geben durch einen sekundär aktiven Transport osmotisch wirksame Substanzen (insbesondere anorganische Ionen) in die leitenden Elemente des Holzteiles (Xylems). Dadurch erniedrigt sich dort das osmotische Potenzial (der osmotische Druck erhöht sich), was ein Einströmen von Wasser zur Folge hat. Das Wasser von der Wurzeloberfläche folgt dem osmotischen Potenzialgefälle im Pflanzengewebe bis zur inneren Endodermis, wo die casparyschen Streifen ein direktes Weiterkommen verhindern. Spätestens hier und frühestens an den Zellen der Wurzeloberfläche muss das Wasser in den Symplasten strömen. Nach dem Durchqueren des Endodermisgewebes strömt das Wasser im Symplast weiter zu den leitenden Xylemgefäßen. In diesen baut sich aufgrund des einströmenden Wassers ein hydrostatischer Druck, nämlich der Wurzeldruck, auf.